# Begamganj
Begamganj est une ville de l'état de Madhya Pradesh en Inde.
Sa population était de 30 563 habitants en 2001.